# حلقة بسته (مقاطعة فومن)
حلقة بسته (بالفارسية: حلقه بسته) هي قرية تقع في غيلان في إيران. يقدر عدد سكانها بـ 81 نسمة بحسب إحصاء 2016.